# Фёренбах
Фёренбах (нем. Vöhrenbach) — город в Германии, в земле Баден-Вюртемберг.
Подчинён административному округу Фрайбург. Входит в состав района Шварцвальд-Бар. Население составляет 3805 человек (на 31 декабря 2010 года). Занимает площадь 70,47 км². Официальный код — 08 3 26 068.